# Mikulov

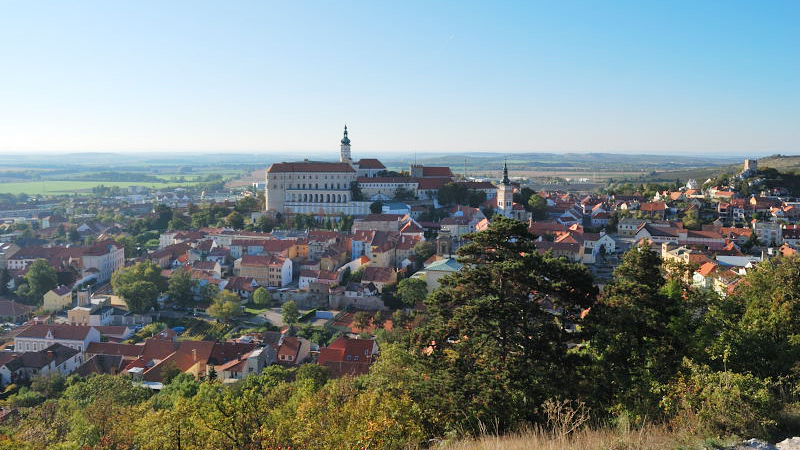
Mikulov, gamla staden och slottet, oktober 2011.

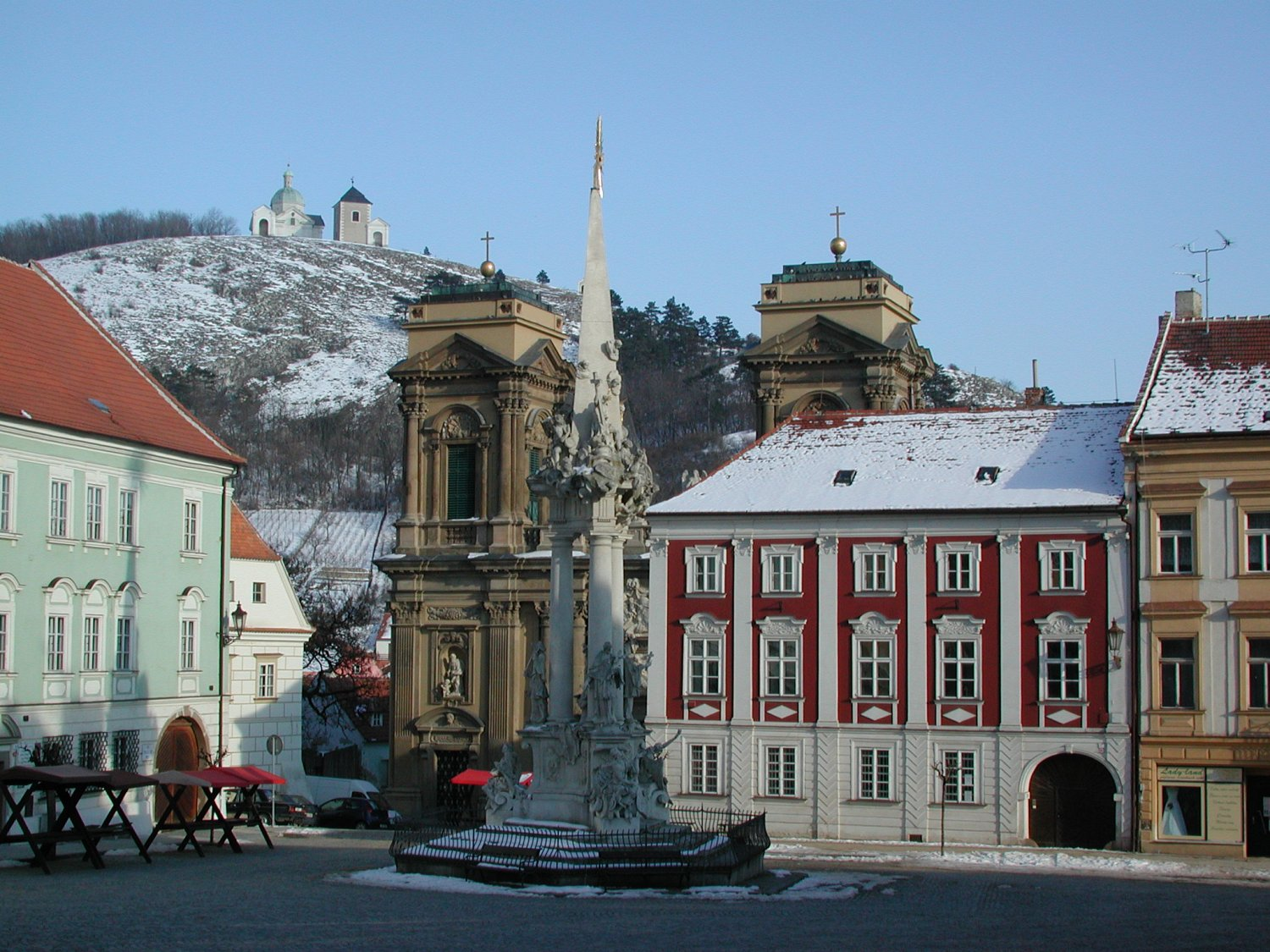
Stadskärnan.

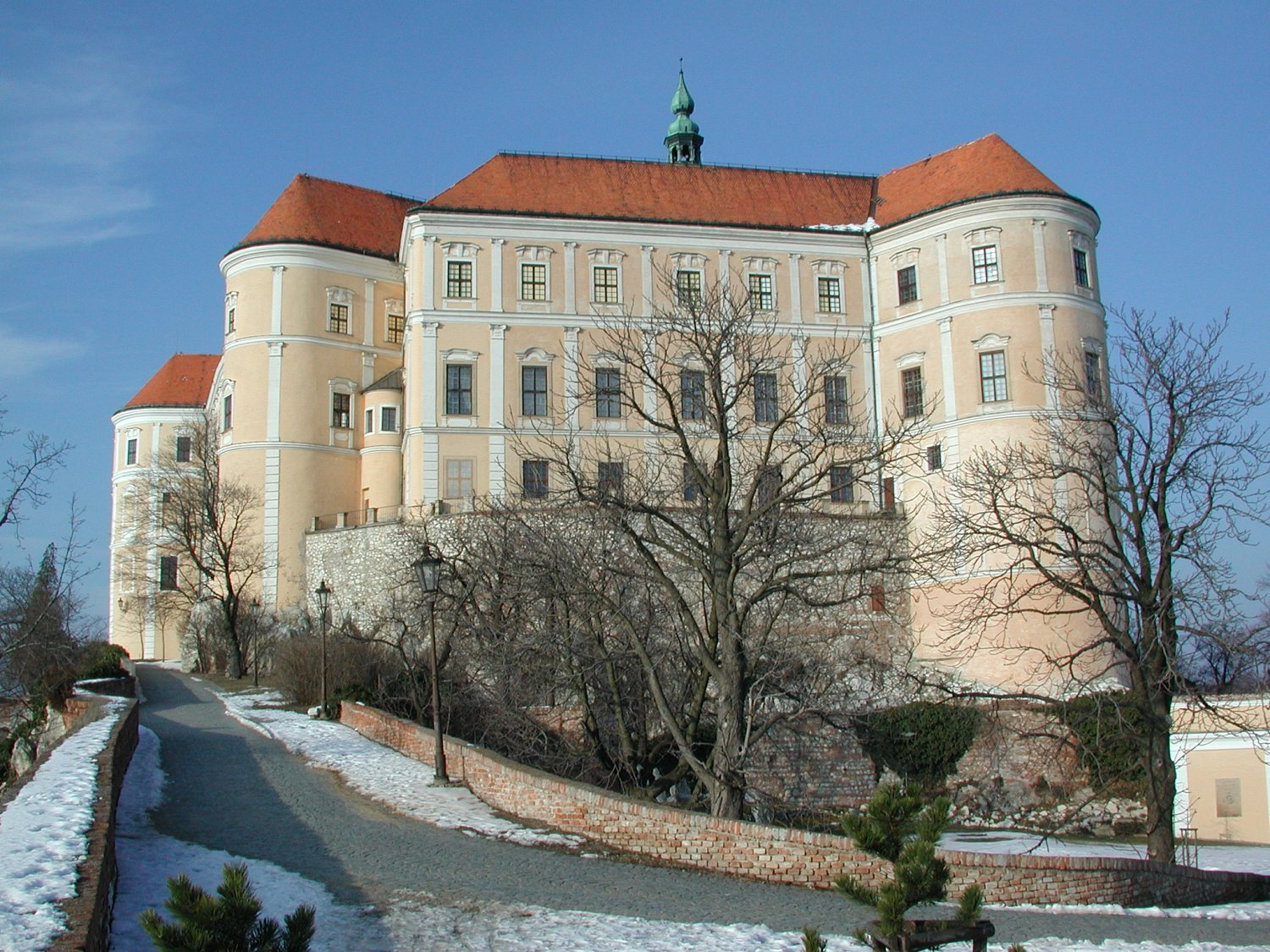
Slottet.

Mikulov (tyska: Nikolsburg) är en stad i Södra Mähren i Tjeckien, vid gränsen mot Niederösterreich i Österrike. Staden är ett populärt turistmål i Tjeckien, känd för vinodling och arkitektoniska sevärdheter. I dess omgivning ligger bland annat naturreservatet Pálava och kulturlandskapet Lednice-Valtice. Per den 1 januari 2016 hade staden 7 407 invånare.

## Historia[3]
År 1249 skänkte tjeckiske kungen Ottokar II Mikulov till Jindrich von Liechtenstein och efter det tillhörde Mikulovsläkten Liechtenstein fram till 1572, då den sista arvingen dog.
Därefter övergick staden till Adam von Dietrichstein på order av kejsaren Maximilian II. Adams efterföljare kardinal Franz Seraph von Dietrichstein (1570–1636) förändrade staden systematiskt för att passa hans höga position i samhället och kyrkan. Under den tiden byggdes flera kyrkor och ett kloster samt lät renovera slottet i enlighet med renässansens stilideal.
Under det trettioåriga kriget plundrades staden och slottet av svenska trupper (1645). Den svenska armén tog med sig kardinal Franz von Dietrichsteins bibliotek tillbaka till Sverige genom att frakta böckerna i 48 trätunnor.
Under 1700-talet eldhärjades staden ett flertal gånger vilket förändrade stadens utseende. Vid slutet av 1700-talet hade Mikulov 7 440 invånare som bodde i 591 hus vilket gjorde Mikulov till den femte största staden i Mähren. Av dessa bodde cirka 3 000 i det judiska kvarteret.
Det tidiga 1800-talet var den sista perioden av stark ekonomisk tillväxt i Mikulov. Tillväxten avtog när byggandet av järnvägen mellan Wien och Brno drogs genom Břeclav i stället för Mikulov.
Från och med år 1938 ockuperades staden av tyska styrkor och de flesta judiska invånarna deporterades till koncentrationsläger.
Mikulovs gränsnära läge gjorde att den under det kommunistiska styret i Tjeckoslovakien 1948–1989 blev isolerad. Gränserna var bevakade och staden låg bortom alla viktiga trafikförbindelser. Detta hade dock positiva konsekvenser i och med att staden inte byggdes om och många historiska byggnader bevarades.
Efter att gränserna öppnades 1989 började staden förnyas och många historiska byggnader renoverades. Mikulov blev så småningom till ett omtyckt turistmål främst för tjeckiska och österrikiska resenärer.

## Geografi
Den lilla tjeckiska staden Mikulov ligger i södra Mähren, i distriktet Břeclav, nära gränsen till Österrike. Staden är belägen 242 m. ö. h. vid kanten av bergskammen Pálava. Sjöarna Nové mlýny ligger i närheten.

## Vinodling
Staden är centrum för den s.k. Mikulovskoregionen som omfattar 17 historiska små vinbyar. Det är en av fyra vinregioner i Mähren. Klimatet är varmt och torrt och jorden är rik på kalk. De kändaste vingårdarna finns på slänten vid Pálava-kullarna, i de historiska byarna Pavlov, Horní Věstonice, Dolní Věstonice och Perná. Förutom Mikulov är även staden Valtice center för vinkultur i området. I Mikulovområdet är det främst vita viner som produceras. Förutom egna vindruvssorter så som Pálava och Aurelius odlas även Welschriesling, Grüner veltliner, Pinot gris och Chardonnay, i norra delen av Pálava finns även Rheinriesling och Traminer. Valticeområdet är mer känd för Neuburg och Grüner silvaner.

## Sevärdheter

### Mikulovslottet
Slottet, som i dag inhyser regionalmuseet, ligger ovanför Mikulovs gamla stad. En gång i tiden vaktades gränsen mellan Mähren och Österrike från ett slott som byggdes av kung Ottokar I. Efterföljande ägare byggde gradvis om det romanska slottet i enlighet med samtida ideal vilket resulterade i dagens barockslott. Det finns några bevarade gotiska element, bland annat tornet med Jungfru Marias och Johannes Döparens kapell från 1380, porten till den inre borggården, samt delar av slottets källare. Regionalmuseets utställningar inkluderar Dietrichsteingalleriet, en utställning om romare och germaner i Pálavaområdet, samt en utställning om vinframställning.

### Judiska kvarteret och kyrkogården
Det medeltida mikvebadet är beläget på det tidigare Lázeňskétorget. Där genomgick ortodoxa judar ett rituellt bad för att rena sig inför sabbaten och andra heliga dagar.
Synagogan är det sista överlevande exemplet på den polska modellen av tempel; fyra kupoler stöds av fyra pelare i mitten. Synagogan dateras till 1550, och fick sin nuvarande barockstil efter en brand år 1720. I dag finns där en utställning om Mährens judiska befolkning. På medeltiden var Mikulov ett viktigt center för judisk kultur och under tre århundraden, från mitten av 1500-talet till mitten av 1800-talet, var Mikulov säte för Mährens chefsrabbiner. De judiska kvarteren var belägna på slottskullens västsida, och av de från början 317 husen finns idag 90 kvar. Många av dem bär arkitektoniska element från renässansen, barocken och klassicismen. Alla intressanta judiska monument är sammanlänkade via en informationsslinga som man kan promenera runt.
Mikulovs judiska kyrkogård är en av de största i Tjeckien. Det finns totalt cirka 4000 gravstenar, och de äldsta som går att uttyda är runt 400 år gamla. Kvaliteten på stenarna är mycket hög, och stenhuggare från hela Mähren försökte uppnå den höga graden av yrkesskicklighet som stod att finna där. På kyrkogården ligger många berömda rabbiner begravda, till exempel Menachem Mendel Krochmal, Shemuel Shmelke Horovic och Mordechai Benet.

### Familjen Dietrichsteins grav
St Annas kyrka, byggd 1623 och ritad av arkitekten Johann Bernhard Fischer von Erlach, brann ner år 1784. Endast de yttre väggarna och fasaden återstod. I mitten på 1800-talet lät familjen Dietrichstein bygga om kyrkan till en familjekrypta. Den innehåller i dagsläget 45 kistor med medlemmar ur familjen.

### Kyrkor
Johannes Döparens kyrka är berömd för sina enorma takfresker, skapade av den berömde konstnären Franz Anton Maulbertsch. Tack vare detta mästerverk anses kyrkan vara den främsta av de sena barockkyrkorna i Europa.
St Wenceslas kyrka har ett fyra våningar högt renässanstorn som lades till originalbyggnaden i gotisk stil efter en brand 1584. Nedanför tornet finns en utställning om stans framväxt och utveckling.

### Kozi hradek borgruin och utsiktstorn
En två våningar hög artillerifästning med övre galleri och skjuthål byggdes på 1400-talet på en strategisk plats ovanför staden. Idag är den öppen för allmänheten och är en trevlig rastplats med en vacker utsikt.

### Svatý kopeček korsvägsstationer
På toppen av Svatý kopeček ("Den heliga kullen") står Sankt Sebastians kyrka, ett klocktorn samt Korsvägsstationskapellet (se ovan). Tack vare sitt överflöd av skyddade och hotade vilda djur och växter har det klassats som naturreservat.
Sankt Sebastians kyrka är en känd vallfartsort. Originalkapellet från 1623 och den senare kyrkan brändes ner ett flertal gånger, men den största förödelsen skedde 1786; kyrkan stängdes under reformationen och inredningen såldes. Den öppnades åter 1863 för att fira tusenårsjubileet av missionärerna Sankt Kyrillos och Sankt Methodios anländande i Mähren. Två år senare återhelgades kyrkan på Jungfru Marias födelsedag.

### Turoldgrottorna
Turoldgrottorna finns i Turolds naturreservat norr om staden. I dem finns unika karstformationer som består av sediment som dateras till juraperioden. I modern tid har man börjat undersöka systemet, och i dagsläget har man kartlagt över 2000 meter. Grottorna är även ett av de viktigaste övervintringsställena för fladdermöss som står att finna i Tjeckien.

## Friluftsliv

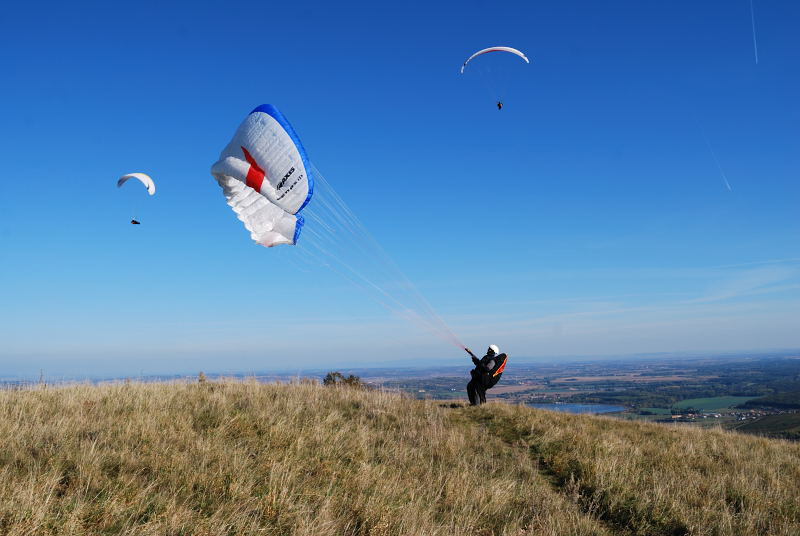
Paragliding i Pálava.

### Vandringsleder
Den tjeckiska vandringsföreningen ser till att vandringslederna är väl utmärkta. Vissa leder är mer krävande på grund av höjdskillnaderna inom Pálavaområdet. I Lednice-Valtice arealen finns det dock flera enklare spår som går förbi arkitektoniska monument i den stora slottsparken.

### Cykelleder
I området finns det flera cykelleder lämpade för endagsutflykter. Man kan även nå området på cykel via de internationella cykellederna Greenways och Amber Trail. Det går att nå de flesta intressanta turistmålen i området via cykellederna, det är dock inte tillåtet att cykla i naturreservaten.

### Vinleder
I området finns fyra populära vinleder. På alla leder finns flera informationstavlor på engelska. Den 20 kilometer långa Mikulov-vinleden kan man ta sig fram på till fots, via cykel eller bil. På vägen finns flera vinbyar med unika vinkällare i barockstil. Två kortare leder omgärdar byn Pavlov och staden Valtice. Cykelleden kring Mikulov är 82 kilometer lång och korsar hela vinregionen.

### Extrem idrott
Pálava är ett känt mål för skärmflygningsentusiaster Det finns även klättringsmöjligheter på klipporna men på grund av det känsliga fågellivet är klättring endast tillåten under en begränsad period på hösten och bara på vissa klippor.
I närheten av Mikulov ligger Nove mlyny-sjöarna som har gynnsamma förhållanden för vindsurfing och kitesurfing. De tre sjöarna har tillsammans en yta om mer än 30 kvadratkilometer och det platta landskapet ger starka vindar.